# Scharoun-Theater Wolfsburg

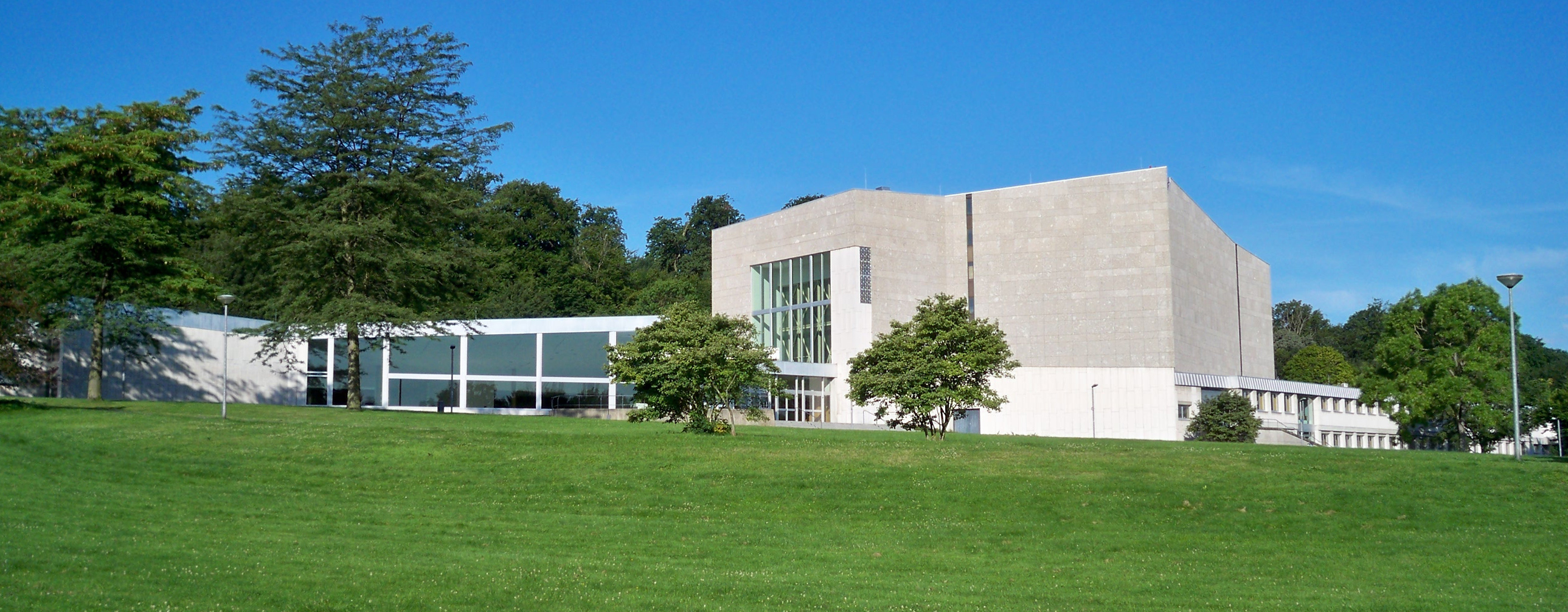
Scharoun Theater

Das Scharoun Theater Wolfsburg ist ein 1973 eröffneter Theaterbau in Wolfsburg in Niedersachsen. Er wurde nach Plänen des Architekten Hans Scharoun errichtet. Jährlich gibt es einige Eigenproduktionen, ansonsten dient es als Bespielbühne für Tourneetheater und für anderweitige Gastspiele. Es gehört zu den größten deutschen Bespieltheatern.

## Geschichte

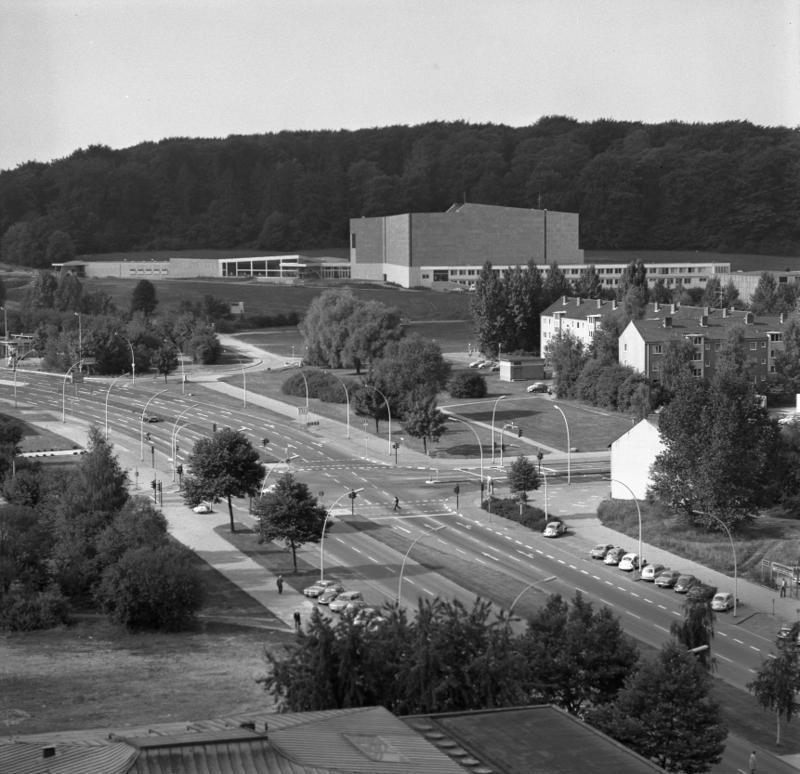
Blick vom Rathaus auf das Theater im August 1973

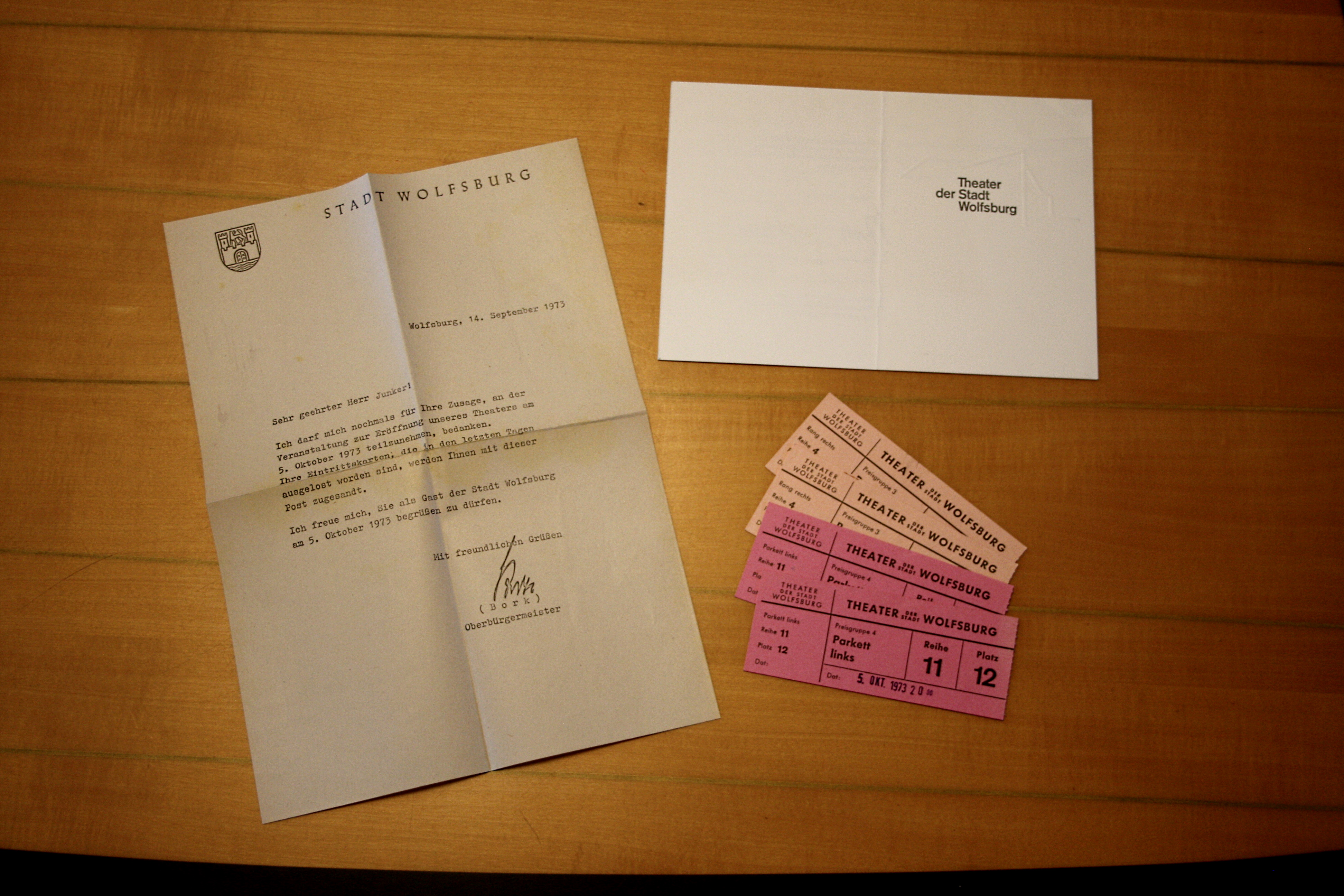
Einladungsschreiben des damaligen Wolfsburger Oberbürgermeisters Hugo Bork mit eigens gestaltetem Umschlag und vier Eintrittskarten zur Eröffnung des Theaters

Die 1938 im Zuge der Errichtung des Volkswagenwerkes gegründete Stadt Wolfsburg hatte lange keine eigene Spielstätte für Theateraufführungen. Schauspiel- und Musiktheaterdarbietungen fanden in Provisorien statt. Pläne für einen Theaterbau gab es ab 1954. Damals war der Bau eines Theaters südlich des Rathauses geplant, ungefähr an der Stelle, wo sich später das Parkhaus des Hotels „Leonardo“ befand.
Am 12. Februar 1965 begann die Ausschreibung für einen Architektenwettbewerb für ein neues Theatergebäude. Als Ort wurde ein Grundstück in Hanglage am Klieversberg ausgewählt, das annähernd in der südlichen Verlängerung der innerstädtischen Nord-Süd-Achse Porschestraße liegt und für die Parteizentrale der NSDAP vorgesehen war. Architekten wie Alvar Aalto (2. Platz), Titus Taeschner/Rudolf Richard Gerdes (3. Platz), Jørn Utzon (4. Platz) und Friedrich Spengelin reichten Entwürfe ein, gewählt wurde jedoch der Vorschlag von Hans Scharoun, der unter anderem durch den Bau der Berliner Philharmonie bekannt geworden war. Am 27. Juni 1969 entschied sich die Wolfsburger Stadtverordnetenversammlung mit 26:0 Stimmen bei vier Enthaltungen für den Baubeginn.
Am 8. September 1969 erfolgte der erste Spatenstich durch Oberbürgermeister Hugo Bork. Der Bau des Theaters geriet jedoch vom Frühjahr 1970 bis zum März 1971 ins Stocken, da die Finanzierung ungeklärt war. Der Entwurf erwies sich als zu aufwändig und musste in zahlreichen Diskussionen mit dem alternden Scharoun geändert werden. So wurden ein geplantes Theatercafé und eine Freilichtbühne am Berghang nicht gebaut. Laut Entwurf sollte der umbaute Raum 83.000 Kubikmeter betragen, realisiert wurden 48.000 Kubikmeter.
Alexander Camaro hatte große Fenster oberhalb des Foyers im Zuschauerhaus geplant. Aus Geldmangel wurde stattdessen ein nachträglich angefertigter Entwurf Scharouns gewählt. Ein ursprünglich geplanter breiter Gang im Zuschauerraum wurde durch eine schmale Nahtstelle ersetzt, um den Künstlern ein geschlossen wirkendes Auditorium zu bieten. Am 3. Dezember 1971 wurde das Richtfest gefeiert. Scharoun starb 1972 und erlebte die Vollendung des Gebäudes nicht. Die Baukosten betrugen 24,8 Millionen DM.
Als Betreiber des Theaters wurde 1973 die Theater der Stadt Wolfsburg GmbH gegründet. Gesellschafter waren die Stadt Wolfsburg und die Volkswagen AG sowie der Theaterring. Am 5. Oktober 1973 wurde das Theater mit einer Aufführung von Henrik Ibsens Schauspiel Nora nach einer Inszenierung von Hans Neuenfels eröffnet. Erster Intendant war Hermann Kühn, der diese Position auch am Staatstheater Braunschweig ausübte.
Nach dem Ende der Spielzeit 2013/2014 begann eine Sanierung des denkmalgeschützten Theaters, die rund 32 Millionen Euro kostete und von Brenne Architekten geleitet wurde. Unter anderem wurden Bühnentechnik, Brandschutz und Wärmedämmung verbessert und das Belüftungssystem im Zuschauerraum verändert. Das Theater wurde als „Kulturdenkmal von nationaler Bedeutung“ eingestuft, so dass auch Bundeszuschüsse verfügbar waren. Während der Bauzeit wurden alternative Spielorte in der Stadt genutzt, insbesondere der CongressPark. Am 24. Januar 2016 wurde das Theater wiedereröffnet.
Im Februar 2017 votierte der Aufsichtsrat der Theater der Stadt Wolfsburg GmbH für eine Namensänderung zu Scharoun Theater Wolfsburg, am 22. Februar 2017 stimmte der Rat der Stadt dem zu.

### Liste der Intendanten
- Hermann Kühn (1973–1975)
- Volker von Collande (1975–1983)[2]
- Günther Penzoldt (1983–1991)
- Hans Thoenies (1991–2008)
- Rainer Steinkamp (2008–2020)
- Dirk Lattemann (2020–2023)
- Rainer Steinkamp (seit Sommer 2023)

## Das Gebäude

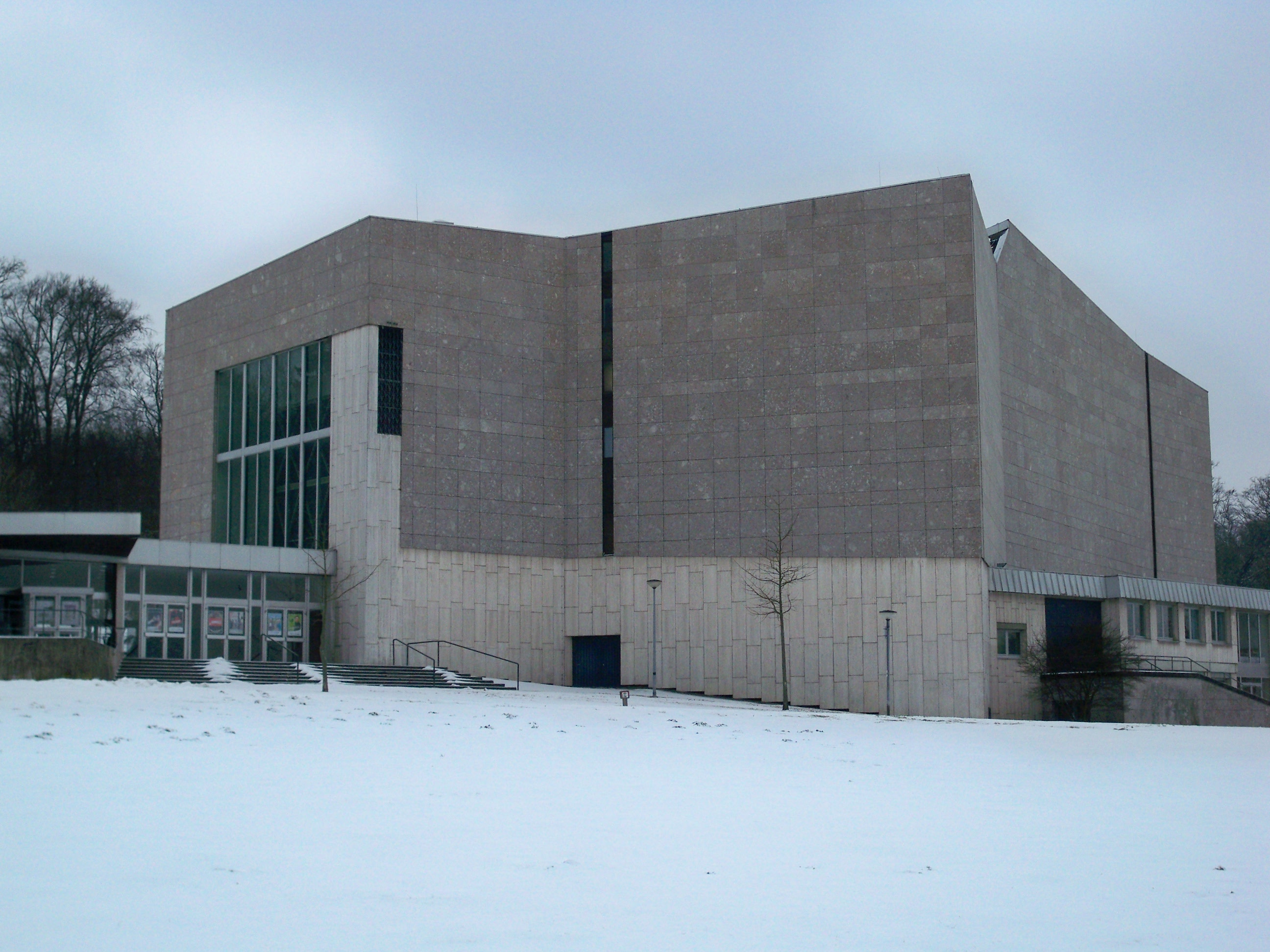
Bühnenteil des Theaters

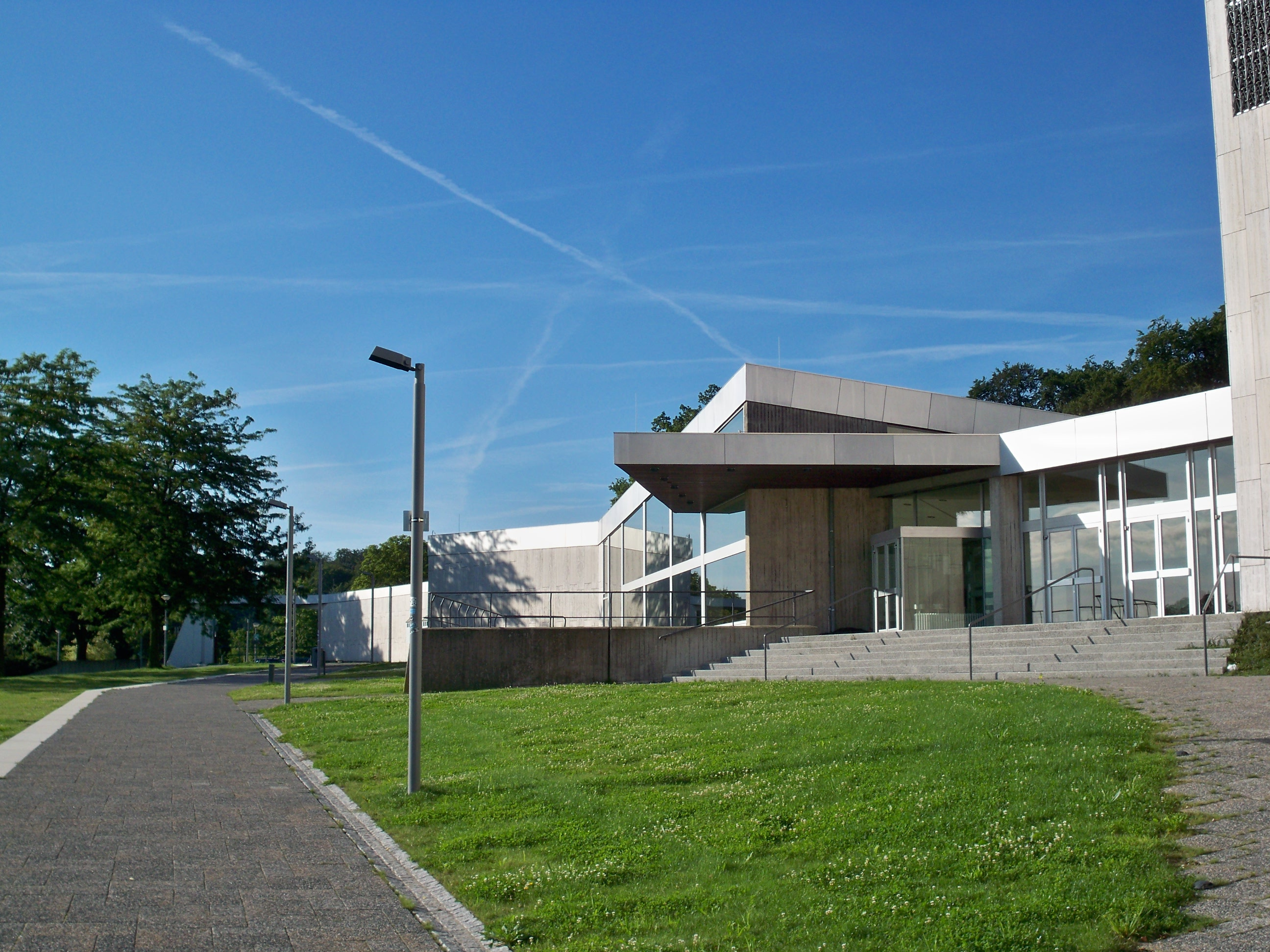
Das Foyer

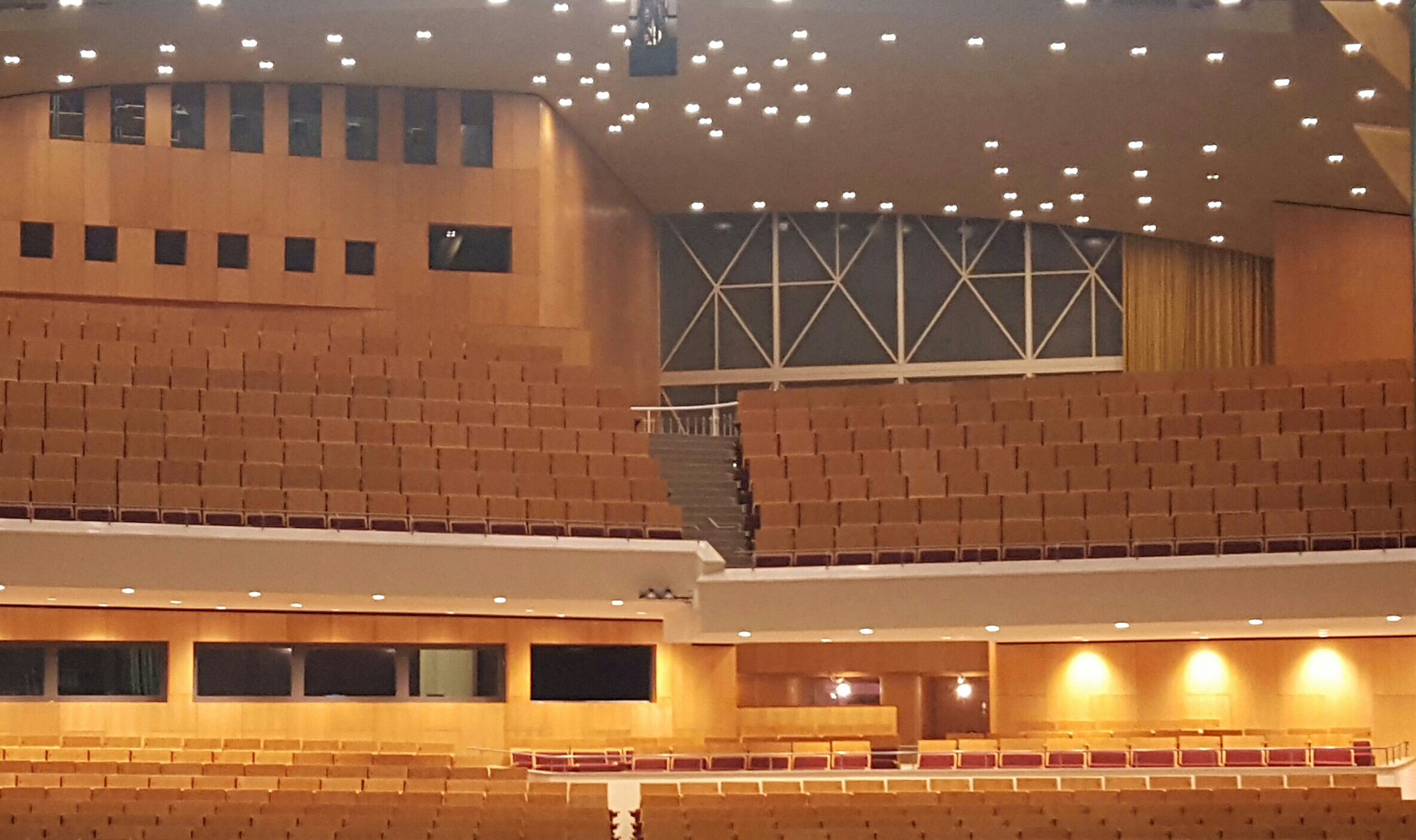
Der Innenraum mit dem Fenster im Zuschauerhaus

Das Theater wurde im Stil der Organischen Architektur gebaut. Es liegt innerhalb weiter Rasenflächen am Nordosthang des Klieversberges, der oberhalb des Theaters bewaldet ist. Von der Porschestraße aus ist das Theater durch spätere Neubauten wie dem „Südkopf-Center“ kaum noch zu sehen. Der Grundriss ist lang, schmal und unregelmäßig. Die Zuschauereingänge und das 80 Meter lange Foyer befinden sich im flachen, südöstlichen Teil, der Bühnenteil ist mit 24 Metern deutlich höher und schließt sich nach Nordwesten an. Dort befinden sich in einem weiteren flachen Anbau die Räume für Verwaltung und Künstler. Das Theater befand sich bis zur behutsamen Erneuerung ab 2014 auch im Inneren bis auf Schönheitsreparaturen weitgehend im Originalzustand.
Die Außenwände der beiden Flügel und der untere Bereich des Bühnenteils sind mit geschnittenem, natürlich gemasertem, hellem Travertin bedeckt, und schließen oben mit einem Gesimsband aus Aluminium ab. Für den oberen Teil des Bühnenbereichs wurden dunklere Brekzie-Platten verwendet. Das Bühnenbereich ist weitgehend durch fensterlose Mauern gekennzeichnet, während das Foyer ein 25 Meter breites Panoramafenster mit Blick auf die Innenstadt aufweist.
Vom relativ kleinen Kassenraum gelangt man durch vier zweiflüglige Türen in das 80 Meter lange, mit hellgrauem Veloursteppich ausgelegte Foyer. Es weist zahlreiche Besonderheiten auf, etwa sechs goldbronzefarbene Stützsäulen in je zehn Meter Abstand und zahlreiche Sitzgruppen. Auf der Innenseite des Panoramafensters verläuft die Decke schräg nach oben. Zur Waldseite hin befindet sich – vom Eingang kommend – erst auf Höhe des Theaterrestaurants ein großes Fenster. Im Vorraum der Damentoiletten befinden sich 20 Schminkplätze mit orange bezogenen Hockern aus der Originalausstattung des Theaters. Vier zweiflüglige Saaltüren führen zum Zwischenfoyer, das die Höhe des Zuschauerraums hat und auch als „Nachhallspeicher“ dient.
Der „Große Saal“ hat einen trapezförmigen Grundriss mit schmaler Bühnenseite; Wände und Decke sind mit Eschenholz getäfelt, der Boden mit hellem Teppichboden belegt. An der Seite der Bühne befindet sich ein über 70 Quadratmeter großes Fenster, das Proben bei Tageslicht erlaubt, zur Vorstellung aber hinter einem Vorhang verborgen ist. An den Seitenwänden befinden sich je sechs Akustiksegel aus Kunststoff. Der Zuschauerraum bietet 777 Sitzplätze bei Musiktheater-Vorführungen und 833 Sitzplätze im Schauspiel sowie jeweils 120 Stehplätze. Die Stühle aus Eschenholz sind rot gepolstert; der obere Teil der Rückenlehne ist aus akustischen Gründen nicht gepolstert. In die Stuhllehnen sind Elemente der Belüftung und der Heizung integriert, die durch eine Druckkammer unter dem Zuschauerraum versorgt werden. Die Plätze sind in Parkett, Loge und Rang unterteilt. Während die Sitze im Parkett achsensymmetrisch und leicht nach innen geneigt angeordnet sind, sind die Sitzreihen des weit über das Parkett ragenden Rangs asymmetrisch. Die Loge bietet 47 Zuschauern Platz. Die Hauptbühne misst 22,5 Meter in der Breite und 14 Meter in der Tiefe, die Spielöffnung ist maximal zwölf Meter breit und sieben Meter hoch. Die beiden höhenverstellbaren Orchesterpodien sind zusammen 95 Quadratmeter groß.  Die Bühne verfügt über einen versenkbaren Orchestergraben. Daneben gibt es eine Seitenbühne und die „Hinterbühne“ mit 200 Zuschauerplätzen. Dort befindet sich auch eine Drehscheibe mit zwölf Metern Durchmesser, die zur Präsentation von Volkswagen-Modellen vorgesehen war. Die Probenbühne befindet sich elf Meter über der Hauptbühne und hat ein großes Fenster nach Nordwesten.

## Der Betrieb
Das Scharoun Theater Wolfsburg ist fast ausschließlich ein Tourneetheater. Pro Jahr gibt es etwa zwei eigene Inszenierungen, darunter ein Weihnachtsmärchen. Vor allem die Sparten Schauspiel, Musiktheater und Jugendtheater werden angeboten, aber auch Ballettvorführungen und Konzerte. Das „Junge Theater“ wendet sich an Jugendliche aller Altersgruppen und Schulklassen. Neben dem Großen Saal dienen die Hinterbühne im Theatergebäude und das „Hallenbad – Kultur am Schachtweg“ in der Innenstadt als Spielstätten. Jährlich Anfang März findet im Foyer und Bühnenbereich der „Drehbühnen-Ball“ statt. Im Sommer ist das Theater geschlossen.
Die Auslastung des Theaters gehört mit durchschnittlich 90 Prozent zu den deutschlandweit besten. 2018 besuchten 100.242 Menschen das Theater. Es hat ca. 16 feste Mitarbeiter. Der Intendant ist gleichzeitig Geschäftsführer der GmbH.

## Belege
1. 1 2  Theater Wolfsburg auf der Website der Stadt (Memento vom 4. Dezember 2010 im Internet Archive), abgerufen am 13. November 2012
2. 1 2 3 4 5 6 7 8 9 10 11 12  Geschichte. In: Theater Wolfsburg. Abgerufen am 17. Januar 2025.
3. 1 2  Katrin Barthmann, Rocco Curti, Nicole Froberg: Hans Scharouns Theater für Wolfsburg, 1973 – 2013. jovis, Berlin 2013, ISBN 978-3-86859-259-7, S. 14.
4. ↑  Dietmar Busold: Kurz-Chronik der Gründung des Theaters. In: Senioren Journal Wolfsburg. Ausgabe 3/2023, S. 12.
5. 1 2 3  Architektur des Theaters Wolfsburg, abgerufen am 17. Januar 2025
6. ↑  Katrin Barthmann, Rocco Curti, Nicole Froberg: Hans Scharouns Theater für Wolfsburg, 1973 – 2013. jovis, Berlin 2013, ISBN 978-3-86859-259-7, S. 45.
7. ↑  Katrin Barthmann, Rocco Curti, Nicole Froberg: Hans Scharouns Theater für Wolfsburg, 1973 – 2013. jovis, Berlin 2013, ISBN 978-3-86859-259-7, S. 55.
8. 1 2  Katrin Barthmann, Rocco Curti, Nicole Froberg: Hans Scharouns Theater für Wolfsburg, 1973 – 2013. jovis, Berlin 2013, ISBN 978-3-86859-259-7, S. 57.
9. ↑  Katrin Barthmann, Rocco Curti, Nicole Froberg: Hans Scharouns Theater für Wolfsburg, 1973 – 2013. jovis, Berlin 2013, ISBN 978-3-86859-259-7, S. 53.
10. ↑  Katrin Barthmann, Rocco Curti, Nicole Froberg: Hans Scharouns Theater für Wolfsburg, 1973 – 2013. jovis, Berlin 2013, ISBN 978-3-86859-259-7, S. 64.
11. ↑  Katrin Barthmann, Rocco Curti, Nicole Froberg: Hans Scharouns Theater für Wolfsburg, 1973 – 2013. jovis, Berlin 2013, ISBN 978-3-86859-259-7, S. 63.
12. ↑  Katrin Barthmann, Rocco Curti, Nicole Froberg: Hans Scharouns Theater für Wolfsburg, 1973 – 2013. jovis, Berlin 2013, ISBN 978-3-86859-259-7, S. 73.
13. ↑  Daten und Fakten, Stand Dez. 2018 (Memento des Originals vom 1. Juli 2021 im Internet Archive)  Info: Der Archivlink wurde automatisch eingesetzt und noch nicht geprüft. Bitte prüfe Original- und Archivlink gemäß Anleitung und entferne dann diesen Hinweis. (PDF; 2,1 MB)

Koordinaten: 52° 24′ 57″ N, 10° 46′ 50″ O